# Santiago de Murcia
Santiago de Murcia (25 juli 1673 - 25 april 1739) was een Spaanse gitarist en componist.

## Leven
Over het leven van De Murcia is niet veel bekend. Hij is het kind van Juan de Murcia en Magdalena Hernandez. Hij trouwde in mei 1695 met Josefa Garcia. In zijn werk Resumen de acompañar schrijft hij dat hij 'el maestro de guitarra' van de Spaanse koningin María Luisa de Saboya (vrouw van Filips V) is. Vermoedelijk was hij dat van 1702 tot 1714.
Oorspronkelijke werken van hem zijn opgedoken in Midden- en Zuid-Amerika, hetgeen doet vermoeden dat hij werken componeerde voor rijke Spanjaarden met handelscontacten in de Nieuwe Wereld.
In 1729 tekende hij een zogenaamde armoedeverklaring. Hij overleed in armoede in Madrid in 1739.

## Werk
Resumen de acompañar is een verzameling composities voor de barokgitaar (een dubbelkorig snaarinstrument dat veelal wordt gezien als de opvolger van de luit). Daarnaast componeerde hij nog vele andere stukken.
Een van de belangrijke aspecten van de muziek van Murcia is zijn interesse in een breed scala van reeds bestaande muziek voor gitaar, waaronder die van Spaanse, Franse en Italiaanse componisten, en in populaire dansvormen die waarschijnlijk afkomstig zijn uit Afrika. Zo bieden zijn collecties werken van verschillende stijlen naast elkaar gegroepeerd, wat een rijk en gevarieerd panorama biedt van het barokrepertoire voor gitaar.

## Overzicht
- 1714: Resumen de acompañar la parte con la guitarra
- 1722: Cifras selectas de guitarra
- ± 1730: Codice Saldivar no. 4
- 1732: Passacalles y obras

- Biblioteca Nacional de España: XX1006093
- Bibliothèque nationale de France: cb138978074 (data)
- CiNii: DA12113966
- Gemeinsame Normdatei: 119550393
- International Standard Name Identifier: 0000 0001 0922 229X
- Library of Congress Control Number: n80138262
- Nationale Bibliotheek van Letland: 000337249
- MusicBrainz: bba80d9e-49b3-486f-b2ed-9fde11e7d6fb
- Nationale Bibliotheek van Tsjechië: xx0015921
- Nationale Bibliotheek van Israël: 987007319670505171
- Nederlandse Thesaurus van Auteursnamen: 120196891
- SNAC: w6d871nw
- Système universitaire de documentation: 110750829
- Virtual International Authority File: 261268458
- WorldCat: E39PCjwJkxXWWYcykHhBVG6mMP